# Мебіус (фільм, 1996)
«Мебіус» (ісп. Moebius) — аргентинський фантастичний фільм 1996 р. режисера Густаво Москера, головні ролі виконали Гільєрмо Анджеллелі, Роберто Карнагі й Аннабелла Леві. Заснований на класичному оповіданні «Метро імені Мебіуса» Арміна Джозефа Дейча. Фільм створено Університетом кінематографії Буенос-Айреса і є дипломною роботою його випускників.

## Сюжет
У метро Буенос-Айреса відбуваються дивні речі. Після будівництва розв'язки декількох вузлів пропадає цілий поїзд з усіма пасажирами. У поїзда немає навіть теоретичних можливостей покинути тунель, що лише ускладнює ситуацію. Жодна камера спостереження не може його зафіксувати, ніхто не бачить його особисто, єдині ознаки існування — шум рухомого складу і прогонний вітер. На поїзд реагують прилади, перемикаючи час від часу світлофори. Для розслідування причини пропажі поїзда створена комісія, однак її робота ні до чого не привела.
Керівництво метро вирішує звернутися до проектувальника Даніеля Платта, який представляє студію «Дель-Плато», свого часу спроектував і побудував цю розв'язку метрополітену. Даніель проводить власне розслідування і приходить до несподіваного висновку. Система метрополітену, після відкриття нової ділянки, стала дуже складною і являє собою варіант стрічки Мебіуса. Поїзд, на думку Даніеля, в силу обставин потрапив в інший вимір, покинувши обмежений простір метрополітену. Даніель намагається довести це математичними розрахунками, проте йому ніхто не вірить. Втім і він сам до кінця не впевнений у своїй теорії, до того часу, поки сам, випадковим чином, не сідає в той самий зниклий поїзд.

## Ролі
- Гільєрмо Анджеллелі — Даніель Пратт
- Роберто Карнагі — Маркос Блазі
- Аннабелла Леві — Абріль
- Хорхе Петралья — Містейн
- Мігель Анхель Палуд — Агірре
- Фернандо Льоса — Назар
- Мартін Аджемян — Канотті
- Орасіо Рока — Едмундо

## Критика
Рейтинг на сайті IMDb — 6,9/10.

## Премії та нагороди
Фільм був номінований на 11 премій різних кінофестивалів, з яких 7 премій отримав.